# 世界銀行奨学金
世界銀行奨学金（せかいぎんこうしょうがくきん）は、1982年より開始された、経済開発関連科目を学ぶ大学院生を対象としたプログラムである。

## 内容
以下の2種類がある。
1. 日本/世界銀行共同大学院奨学金プログラム（JJ/WBGSP）
2. ロバート・マクナマラ・フェローシップ・プログラム（RSM Fellowships）